# Задонское сельское поселение
Задонское сельское поселение — муниципальное образование в Азовском районе Ростовской области.
Административный центр поселения — хутор Задонский.

## Административное устройство
В состав Задонского сельского поселения входят:
- хутор Задонский,
- посёлок Васильево-Петровский,
- село Васильево-Петровское,
- хутор Галагановка,
- хутор Ельбузд,
- хутор Еремеевка,
- хутор Зелёный Мыс
- посёлок Каяльский,
- хутор Левобережный,
- село Новотроицкое,
- хутор Песчаный,
- хутор Победа
- хутор Степнянский.

## Население
| 2010  | 2012  | 2013  | 2014  | 2015  | 2016  | 2017  |
| ----- | ----- | ----- | ----- | ----- | ----- | ----- |
| 8347  | ↗8421 | ↗8519 | ↗8583 | ↗8674 | ↘8634 | ↘8595 |
| 2018  | 2019  | 2020  | 2021  |       |       |       |
| ↘8516 | ↘8456 | ↗8532 | ↗8533 |       |       |       |

## Генетика
У представителей катакомбной культуры из Песчаного были обнаружены митохондриальные гаплогруппы H и U4.